# Muralles de Castelló d'Empúries
Muralles de Castelló d'Empúries és un monument del municipi de Castelló d'Empúries (Alt Empordà) declarat bé cultural d'interès nacional.

## Descripció
Restes de les antigues muralles que envoltaven la vila de Castelló entre els segles XIII-XIV. Delimiten el turó del Puig Salner de la zona de camps i del Rec del Molí, el qual circula per l'interior de l'antic fossat, seguint el mateix recorregut que les muralles.
Trams de muralla bastits amb pedra, tant carreus ben desbastats com pedres sense treballar, de diverses mides, lligada amb morter de calç i amb moltes reformes posteriors construïdes amb maó. En el tram més proper a l'antiga farinera, el basament de la muralla és atalussat i, a les zones de més alçada, el parament arriba fins als set metres, integrat a les construccions actuals que ocupen la zona interior del nucli emmurallat. Hi ha diverses obertures disposades a diferents trams de la muralla. Destaquen les espitlleres d'obertura rectangular i una finestra de doble arc de mig punt, amb columneta i capitell amb decoració vegetal. S'ha conservat també el Portal de la Gallarda, l'única torre que queda de les set que hi havia a la muralla de Castelló. Es tracta d'una torre de planta rectangular, amb un portal d'arc de mig punt adovellat obert a la seva base i coberta amb volta de mig punt de fàbrica de maons. El parament és de pedra sense treballar lligada amb morter i amb carreus perfectament desbastats a les cantonades. Hi ha una gran finestra quadrada damunt del portal i, per sobre, una altra de petita Per la part interior, la torre està tota oberta i no conserva els forjats dels pisos superiors. Unes escales paral·leles a la muralla la comuniquen amb el jardí d'un restaurant i amb el carrer del Portal de la Gallarda.

## Història
La vila de Castelló d'Empúries fou fortificada des del segle x, tot i que actualment no en queden vestigis d'aquesta època. Posteriorment es va refer la muralla al segle xiii juntament amb la construcció de diferents torres de defensa, tant de planta rodona com quadrada. Encara que queden solament dos en peu, la del Portal de la Gallarda en el sector oriental i la del Convent de Sant Domènec, en l'occidental, es tenen constància de diferents portals com el portal Nou, el de la Verge Maria i el del Pont Vell, el de Assalit que canviarà el nom pel de Sant Domènec o de Predicadors; el d'en Cabra, el de Sant Jordi, el de Fra Menors.
La muralla estava encerclada per fossades o valls, encara que no sabem si abastaven tot el perímetre enmurrallat. El tram del Rec del Molí fou construït entre els segles XIII-XIV, tot i que s'aprecien moltes reformes posteriors, datades especialment entre els segles xvi i xvii.